# Bahnhof Minami-Urawa
Der Bahnhof Minami-Urawa (jap. 南浦和駅, Minami-Urawa-eki) ist ein Bahnhof auf der japanischen Insel Honshū. Er wird von der Bahngesellschaft JR East betrieben und befindet sich in der Präfektur Saitama auf dem Gebiet der gleichnamigen Stadt.

## Verbindungen
Minami-Urawa ist ein Kreuzungsbahnhof, an dem sich zwei Linien der Bahngesellschaft JR East auf unterschiedlichen Ebenen kreuzen. Auf der unteren Ebene verläuft die Keihin-Tōhoku-Linie von Ōmiya über Urawa, Akabane und Tokio nach Yokohama sowie daran anschließend auf der Negishi-Linie nach Ōfuna. Tagsüber fahren die Züge alle fünf Minuten, während der Hauptverkehrszeit alle drei bis vier Minuten. Somit werden jede Stunde zwischen 12 und 20 Züge angeboten. Auf der oberen Ebene verläuft die Musashino-Linie. Hier fahren die Nahverkehrszüge alle sieben bis zehn Minuten von Fuchū-Honmachi entweder nach Nishi-Funabashi, Kaihinmakuhari oder – überleitend auf die Keiyō-Linie – nach Tokio. Zweimal täglich fährt ein Nahverkehrszug von Fuchū-Honmachi direkt nach Ōmiya.
Der Bahnhof ist ein wichtiger Knotenpunkt des lokalen und regionalen Busverkehrs. Auf dem südlichen Bahnhofsvorplatz befindet sich ein Busterminal mit fünf Haltestellen. Diese werden von acht Buslinien der Gesellschaft Kokusai Kyōgyō Bus und einer Quartierbuslinie der Stadtverwaltung bedient. Drei Haltestellen befinden sich auf dem nördlichen Bahnhofsvorplatz. Von hier aus verkehren fünf weitere Buslinien von Kokusai Kyōgyō Bus.

## Anlage
Der Bahnhof steht an der Grenze zwischen den Stadtteilen Minamihonchō im Westen und Minamiurawa im Osten, die beide zum Bezirk Minami-ku im Süden der Stadt Saitama gehören. Von Südosten nach Nordwesten ausgerichtet ist der ebenerdige Bahnhofteil, der acht Gleise umfasst. Den hier haltenden Nahverkehrszügen der Keihin-Tōhoku-Linie dienen vier Gleise an der Ostseite, die an zwei vollständig überdachten Mittelbahnsteigen liegen. Auf den beiden mittleren dieser Gleise wenden Züge, die vom Bahnhof aus rund einen Kilometer südostwärts zu einem Depot mit einer 13-gleisigen Abstellanlage zurücksetzen. Auf den vier übrigen Gleisen an der Westseite, die über keine Bahnsteige verfügen, fahren die Züge der Takasaki-Linie und der Utsunomiya-Linie (Teilstrecke der Tōhoku-Hauptlinie) ohne Halt durch.
Der auf einem Viadukt liegende Bahnhofteil der Musashino-Linie ist von Südwesten nach Nordosten ausgerichtet und umfasst zwei Gleise an überdachten Seitenbahnsteigen. Das Empfangsgebäude besitzt die Form eines Reiterbahnhofs, der die Nahverkehrsgleise der unteren Ebene überspannt; eine gedeckte Fußgängerbrücke führt zur Südseite. Beide Bahnhofteile sind durch Treppen und Aufzüge miteinander sowie mit den beiden Bahnhofsvorplätzen im Norden und Süden verbunden.
Im Fiskaljahr 2019 nutzten durchschnittlich 60.144 Fahrgäste täglich den Bahnhof.

## Bilder

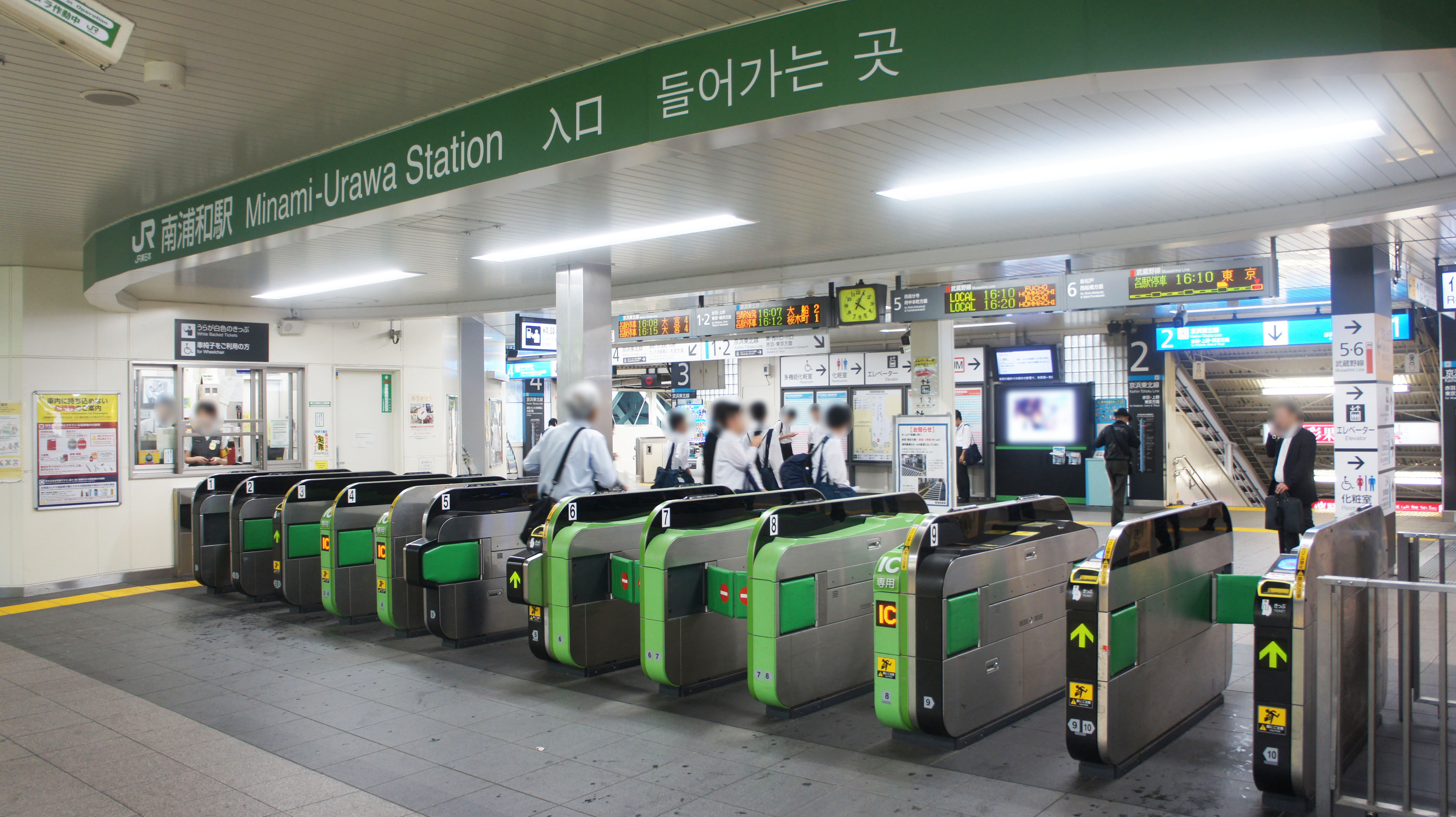
Bahnsteigsperren
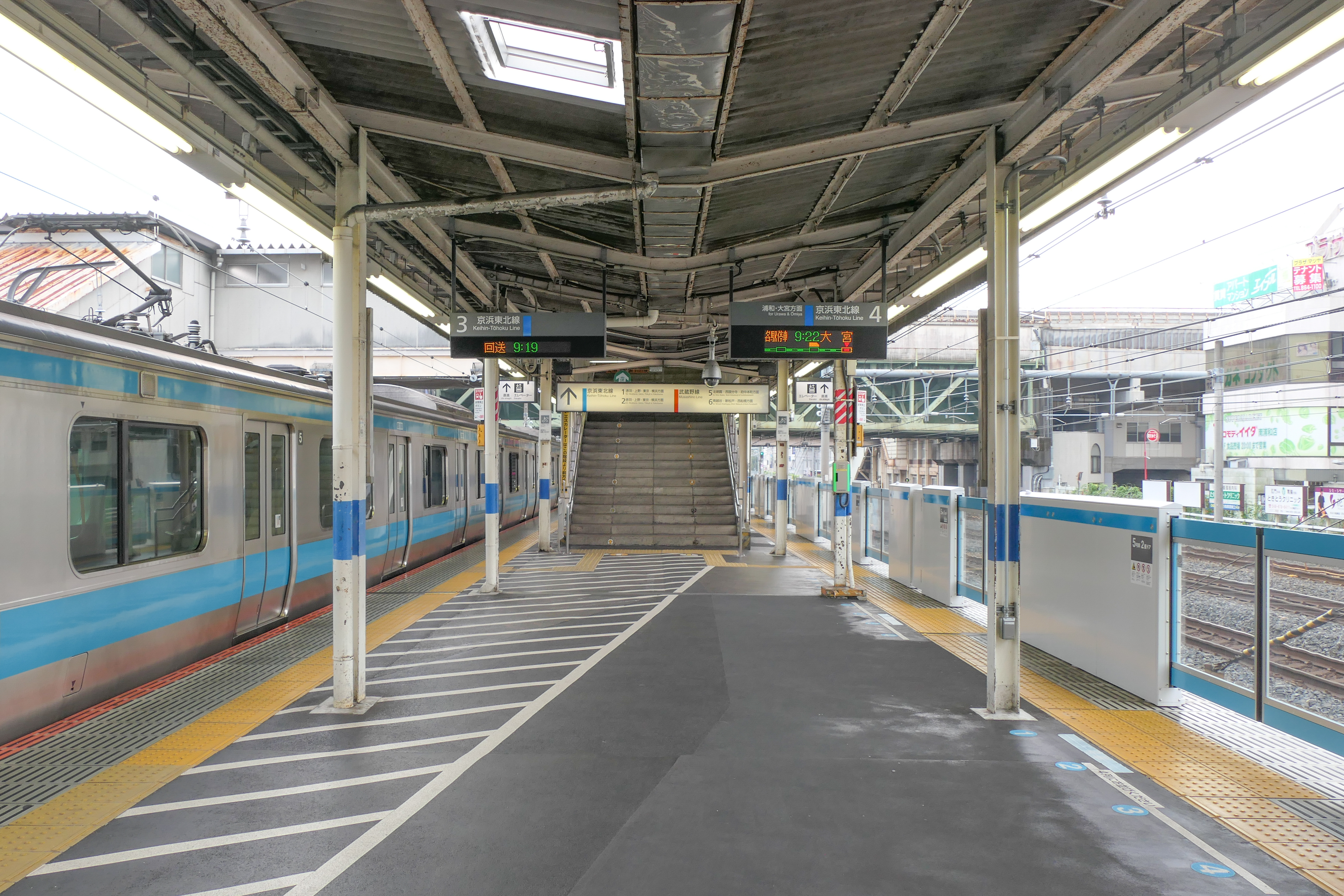
Bahnsteig 3/4 (unten)
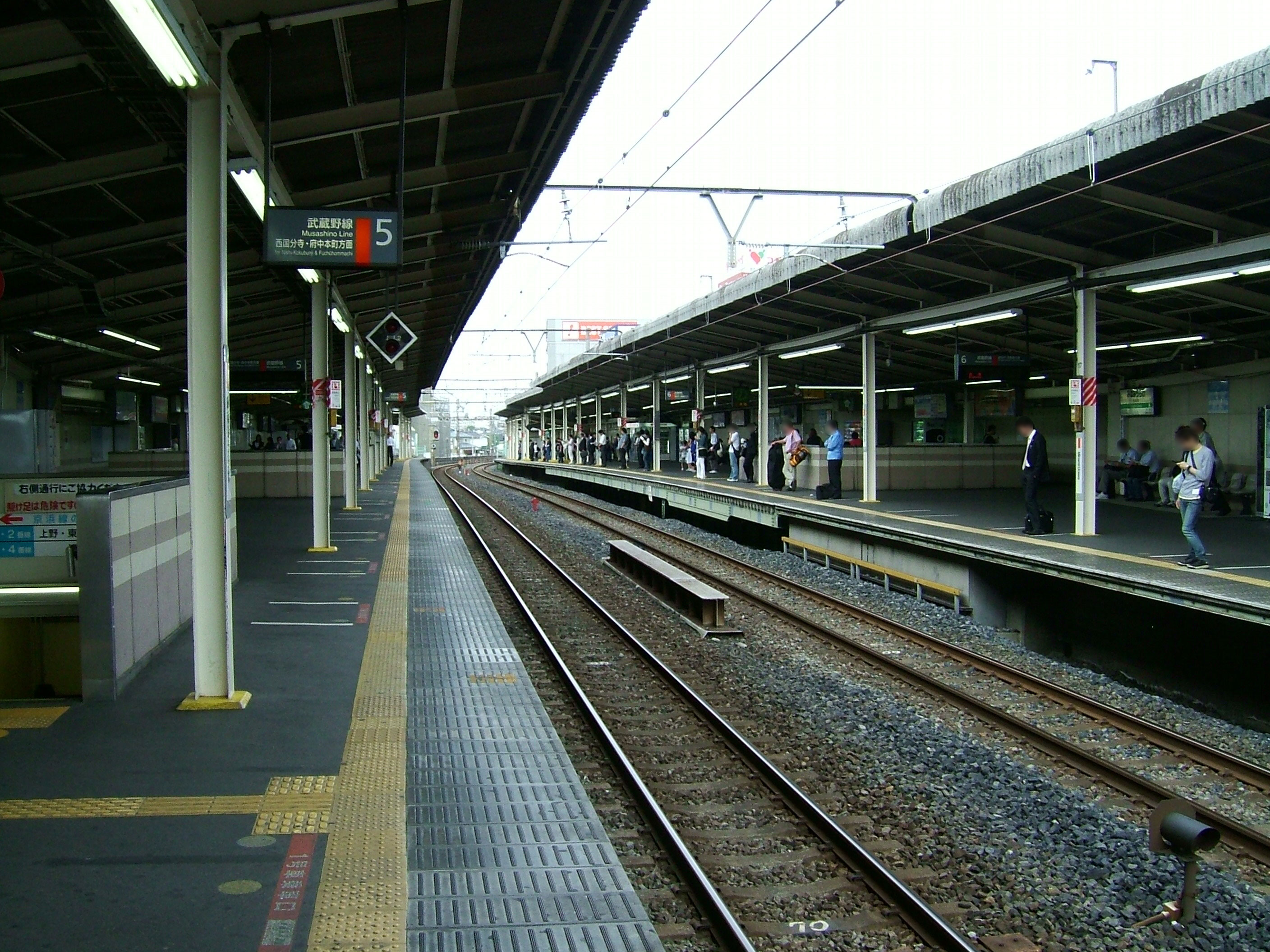
Bahnsteig 5/6 (oben)
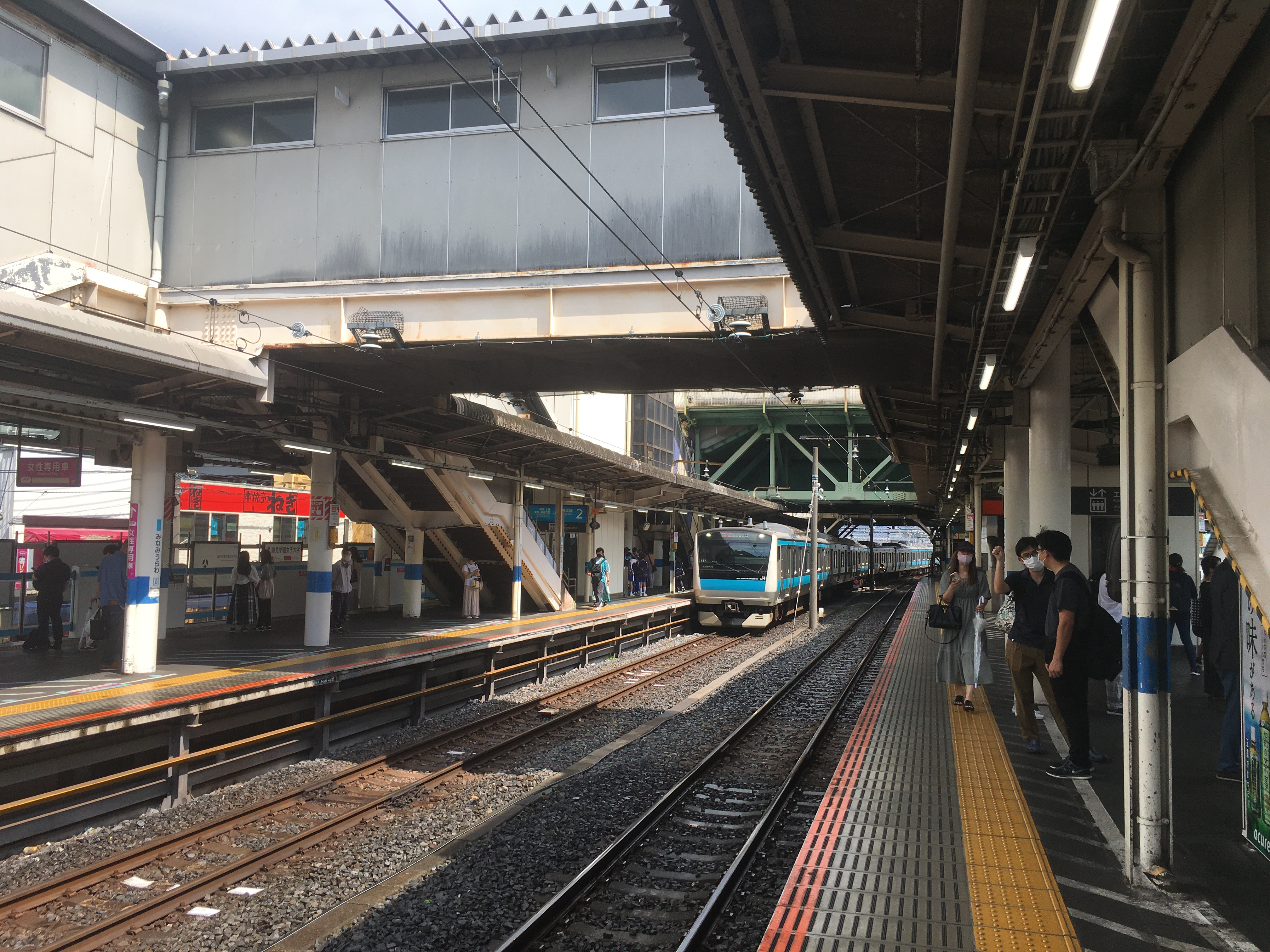
Ansicht beider Ebenen
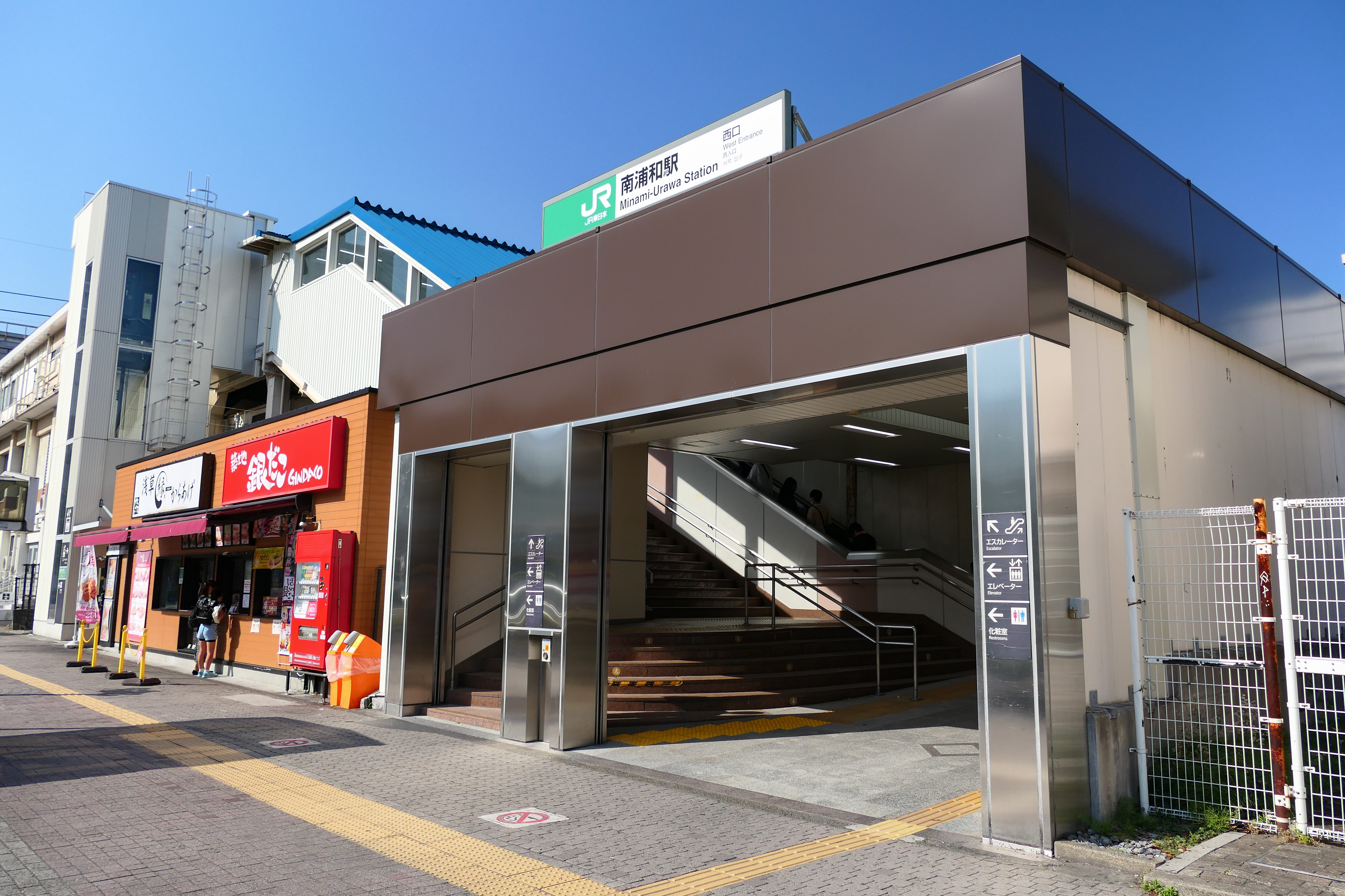
Außenansicht des Westausgangs

## Gleise
| 1/2 | ▉ Keihin-Tōhoku-Linie | Akabane • Ueno • Tokio • Shinagawa • Kawasaki • Yokohama |
| 3/4 | ▉ Keihin-Tōhoku-Linie | Urawa • Ōmiya                                            |
| 5   | ▉ Musashino-Linie     | Nishi-Kokubunji • Fuchū-Honmachi                         |
| 6   | ▉ Musashino-Linie     | Shin-Matsudo • Nishi-Funabashi                           |

## Linien
| Verlauf der Musashino-Linie |
| --- |
| Fuchū-Honmachi • Kita-Fuchū • Nishi-Kokubunji • Shin-Kodaira • Shin-Akitsu • Higashi-Tokorozawa • Niiza • Kita-Asaka • Nishi-Urawa • Musashi-Urawa • Minami-Urawa • Higashi-Urawa • Higashi-Kawaguchi • Minami-Koshigaya • Koshigaya-Laketown • Yoshikawa • Yoshikawaminami • Shin-Misato • Misato • Minami-Nagareyama • Shin-Matsudo • Shin-Yahashira • Higashi-Matsudo • Ichikawaōno • Funabashihōten • Nishi-Funabashi |

| Verlauf der Keihin-Tōhoku-Linie / Negishi-Linie |
| --- |
| Ōmiya • Saitama-Shintoshin • Yono • Kita-Urawa • Urawa • Minami-Urawa • Warabi • Nishi-Kawaguchi • Kawaguchi • Akabane • Higashi-Jūjō • Ōji • Kami-Nakazato • Tabata • Nishi-Nippori • Nippori • Uguisudani • Ueno • Okachimachi • Akihabara • Kanda • Tokyo • Yūrakuchō • Shimbashi • Hamamatsuchō • Tamachi • Takanawa Gateway • Shinagawa • Ōimachi • Ōmori • Kamata • Kawasaki • Tsurumi • Shin-Koyasu • Higashi-Kanagawa • Yokohama • Sakuragichō • Kannai • Ishikawachō • Yamate • Negishi • Isogo • Shin-Sugita • Yōkōdai • Kōnandai • Hongōdai • Ōfuna |

## Geschichte
In den 1950er Jahren begann das Verkehrsministerium mit der Planung der Musashino-Linie, die das Stadtzentrum von Tokio weiträumig umfahren sollte. Dabei sollte sie südlich der Stadt Urawa (heute ein Teil von Saitama) die Trasse der Tōhoku-Hauptlinie bzw. der Keihin-Tōhoku-Linie kreuzen. Die Stadt Urawa reichte eine Petition ein, die mit Erfolg den Bau eines Bahnhofs an der Kreuzungsstelle forderte. Am 1. Juli 1961 eröffnete die Japanische Staatsbahn einen Bahnhof an der Keihin-Tōhoku-Linie, knapp einen Kilometer südöstlich davon kam eine Abstellanlage hinzu. Am 17. Dezember 1965 erfolgte in Minami-Urawa der Spatenstich an der Musashino-Linie. Mit der Eröffnung des ersten Abschnitts dieser Strecke erhielt der Bahnhof am 1. April 1973 zusätzliche Bahnsteige auf der oberen Ebene und war nun ein vollwertiger Verkehrsknoten.
Im Rahmen der Staatsbahnprivatisierung ging der Bahnhof am 1. April 1987 in den Besitz der neuen Gesellschaft JR East über. Am 22. Juli 2013, um 9:15 Uhr morgens, stürzte ein weiblicher Fahrgast in die Lücke zwischen dem Bahnsteig der Keihin-Tohoku-Linie und einem wartenden Zug. Rund 40 Fahrgäste arbeiteten mit dem Bahnhofspersonal zusammen, um den Zug zu verschieben und die Passagierin zu retten. Das Ereignis sorgte weltweit für Schlagzeilen. In den Jahren 2014 bis 2017 wurde der Bahnhof etappenweise an die Bedürfnisse der Barrierefreiheit angepasst. 2019 und 2020 folgte die Installation von Bahnsteigtüren.